# Chi Chi DeVayne
Zavion Davenport, més conegut pel nom artístic de Chi Chi DeVayne, (Shreveport, 24 de setembre de 1985 – Shreveport, 20 d'agost de 2020) va ser una drag-queen i personalitat de xou d'impacte estatunidenca, que va guanyar renom internacional després de participar en la vuitena temporada de RuPaul's Drag Race i de la tercera temporada de la RuPaul's Drag Race All Stars.

## Orígens
Davenport va néixer el 24 de setembre de 1985 a la ciutat estatunidenca de Shreveport, a l'estat de Louisiana. Al descriure la seva infància, va dir que «sempre vaig ser un petit artista. El meu oncle acostumava fer xous de talents amb tots els nostres cosins, i la meva mare va veure alguna cosa en mi. Ella em va col·locar en aules de gimnàstica, i jo vaig participar d'una companyia de ball durant meus vint anys». Durant la seva adolescència, va tenir una "vida difícil": portava una arma, es ficava en problemes i es va ajuntar amb bandes.

## Trajectòria

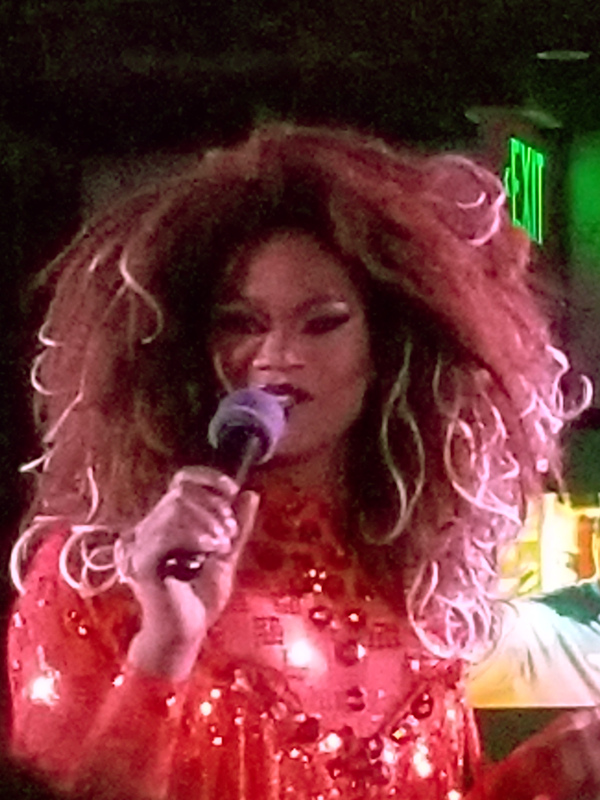
Chi Chi DeVayne el 2018

Abans d'aparèixer a RuPaul's Drag Race, tenia dues feines de 8 hores diàries per tal d'aconseguir sobreviure.
DeVayne va adquirir el primer nom, Chi Chi, de la pel·lícula To Wong Foo, Thanks for Everything! Julie Newmar, i el sobrenom, DeVayne, de la família drag del mateix nom, de Shreveport. Les seves mares drag van ser Kourtni DeVayne i Lady Phat Kat. Li agradava usar maquillatge de diferents tons de vermell.
DeVayne va competir a la vuitena temporada de RuPaul's Drag Race, que va tenir inici el 7 de març de 2016. James Michael Nichols del Huffington Post va comentar que «Chi Chi va ser el perdedor d'aquesta temporada, entrant per les portes en el primer episodi amb un vestit literalment fet de sacs d'escombraries». DeVayne va estar entre les quatre finalistes, però va ser eliminat abans de Kim Chi i Naomi Smalls; Bob the Drag Queen es va alçar amb la corona. Sobre l'experiència al programa va manifestar que: «Va canviar tot a la meva vida. Tot va a anar cap a una direcció diferent. Abans, jo pensava: 'Quin seria un bon treball que podria aconseguir aquí a la ciutat, treballant en una fàbrica'. ÉS una bogeria».
El 2016 va aparèixer al podcast de RuPaul RuPaul: What's the Tee with Michelle Visage. L'any següent, va formar part d'una gira durant les festes de novembre anomenada A Drag Queen Christmas. El març de 2018 va formar part de la sèrie Drag Babies, creada per Max Emerson i presentada per Bob the Drag Queen. Va actuar com a drag queen mentora, al costat de Peppermint i Shuga Cain. Posteriorment va ser convidat a tornar a la Drag Race per a la tercera temporada de l'All Stars, que es va estrenar el 25 de gener de 2018. En aquella edició va ser eliminat en el quart episodi, quedant originalment en setè lloc, tot i que va perdre un lloc després que Morgan McMichaels tornés a la competició.

## Problemes de salut i mort
El 2018 va ser diagnosticat d'esclerodèrmia. El 17 de juliol de 2020 va ser ingressat a l'hospital per insuficiència renal relacionada amb la seva malaltia. Dos dies després, va penjar una publicació a les xarxes socials afirmant: «Vaig estar molt temps sense anar al metge i aquestes són les conseqüències», a més de mostrar consideració i estima per la demostració de suport de seguidors i companys. Va afirmar estar passant per un tractament de diàlisi renal. Més tard, aquell any, va tornar a ingressar a l'hospital després de ser diagnosticat de pneumònia. Va morir el 20 d'agost de 2020, als 34 anys.

## Filmografia

### Televisió
| Any  | Títol                                       | Paper           | Notes                | Ref.   |
| ---- | ------------------------------------------- | --------------- | -------------------- | ------ |
| 2016 | RuPaul's Drag Race (8a temporada)           | Chi Chi DeVayne | Concursant (4t lloc) | [ 7 ]  |
| 2018 | RuPaul's Drag Race All Stars (3a temporada) | Chi Chi DeVayne | Concursant (8è lloc) | [ 11 ] |
| 2020 | Little America                              | TBA             | Convidat             | [ 17 ] |

### Teatre
| Any  | Títol             | Paper | Teatre        | Ref.   |
| ---- | ----------------- | ----- | ------------- | ------ |
| 2019 | Women Behind Bars | Jo-Jo | The Montalban | [ 18 ] |

### Videoclips
| Any  | Títol | Artista                       | Ref.   |
| ---- | ----- | ----------------------------- | ------ |
| 2020 | "GFY" | Randy Boo amb Chi Chi Devayne | [ 19 ] |

### Sèries web
| Any  | Títol                         | Paper           | Notes                                        | Ref. |
| ---- | ----------------------------- | --------------- | -------------------------------------------- | ---- |
| 2016 | RuPaul's Drag Race: Untucked  | Chi Chi DeVayne | Part del RuPaul's Drag Race                  |      |
| 2016 | Cucu Confessions              | Chi Chi DeVayne | Convidat, presentat per Cynthia Lee Fontaine |      |
| 2017 | How to Makeup                 | Chi Chi DeVayne | Sèrie World of Wonder                        |      |
| 2017 | Craigslist Missed Connections | Chi Chi DeVayne | Convidat                                     |      |
| 2018 | COSMO Queens                  | Chi Chi DeVayne | Convidat                                     |      |
| 2018 | Drag Babies                   | Chi Chi DeVayne | Drag mentora                                 |      |
| 2018 | Whatcha Packin'               | Chi Chi DeVayne | Convidat                                     |      |
| 2019 | Hey Qween                     | Chi Chi DeVayne | Especial del Dia dels Nuvis                  |      |
| 2020 | Bootleg Opinions              | Chi Chi DeVayne | Convidat                                     |      |

## Discografia

### Senzills seleccionats
| Títol                                                                                          | Any  | Àlbum                               | Ref.   |
| ---------------------------------------------------------------------------------------------- | ---- | ----------------------------------- | ------ |
| "Sitting on a Secret" (RuPaul amb Aja, Chi Chi Devayne, Milk, Morgan McMichaels i Thorgy Thor) | 2018 | Senzills que no són part d'un àlbum | [ 20 ] |
| "GFY" (Randy Boo amb Chi Chi Devayne)                                                          | 2020 | Senzills que no són part d'un àlbum | [ 21 ] |